# Doce de Octubre megye
Doce de Octubre (spanyol nevének jelentése: október tizenkettedike) egy megye Argentínában, Chaco tartományban. A megye székhelye General Pinedo.

## Települések
A megye nagyobb települései (Localidades):
- Gancedo
- General Capdevila
- General Pinedo

Kisebb települései (Parajes):